# Kosmos 2344
Kosmos 2344, ruski izviđački satelit iz programa Kosmos. Vrste je Araks (-N 11F664 No. 6420). Satelit 8. generacije.
Lansiran je 6. lipnja 1997. godine u 16:56 s kozmodroma Bajkonura u Rusiji. Lansiran je u srednju orbitu oko planeta Zemlje raketom nosačem Proton-K/DM-5 8K72K. Orbita mu je bila 1509 km u perigeju i 2371 km u apogeju. Orbitna inklinacija mu je bila 63,42°. Spacetrackov kataloški broj je 24827. COSPARova oznaka je 1997-028-A. Zemlju je obilazio u 129,94 minute. Pri lansiranju bio je mase kg. 
Veličine školskoga autobusa. Podsjećao izgledom na Hubble. Mogao je snimati u vidljivom i infracrvenom spektru. Mogao je pratiti više meta do 1000 km od svoje putanje. 
Nekoliko je dijelova satelita vratilo se u atmosferu iz niske orbite, a blok rakete i poklopac senzora su u srednjoj orbiti.

## Vanjske poveznice
- N2YO.com Search Satellite Database
- Celes Trak SATCAT Format Documentation (engl.)
- Kunstman  Arhivirana inačica izvorne stranice od 12. kolovoza 2019. (Wayback Machine) Satellites in Orbit (engl.)